# Université de Nottingham
L'université de Nottingham (en anglais, The University of Nottingham) est une université anglaise, basée à Nottingham. Elle a été fondée en 1881 et se situe à l’Est de la région des Midlands. Avec d’autres, elle constitue l’élite des universités britanniques et fait partie du prestigieux réseau universitaire Universitas 21 ainsi que du Russell Group (l’équivalent de l’Ivy League aux États-Unis).
En 2008, elle comptait plus de 33 000 étudiants inscrits (sont inclus dans ce chiffre 7 500 étudiant étrangers représentant plus d’une centaine de nationalités). Seulement 12 % des étudiants qui postulent pour intégrer cette prestigieuse université sont acceptés.
La chancelière est Lola Young depuis février 2020.

## Les différents campus
- University Park Campus : situé à l’ouest du centre-ville, il est le principal campus de l’université. L’université a maintenant plusieurs campus qui ont une architecture similaire au campus principal (à l’exception du campus ‘Sutton Bonington’ dont la conception est antérieure à celui de l’University Park)
- Le "Jubilee Campus : il a été conçu par Sir Michael Hopkins, il a été inauguré en 1999 par la reine. Il se situe à environ deux kilomètres du campus principal. Il abrite plusieurs départements notamment la « School of Education ». À la suite de l’achat du site de la vieille usine de vélo Raleigh, ce campus va s’agrandir avec l’ajout de bâtiments élaborés par Ken Shuttleworth.
- Le Sutton Bonington Campus : il  abrite la ‘School of Biosciences’  ainsi que la nouvelle école vétérinaire (Veterinary School). Il est situé à Sutton Bonington, à 20 km au sud de Nottingham entre l’autoroute M1, la centrale électrique de Ratcliffe-on-Trent et la ligne de chemin de fer Midand Main Line.
- King's Meadow Campus : L’antenne administrative de l’université se trouve sur l’ancien site de la chaine de télévision Carlton qui a été achetée en 2005 et rebaptisée the King's Meadow Campus. Il y a d’ailleurs toujours un studio de télévision qui est loué par l’université aux producteurs de télévision ou de cinéma.

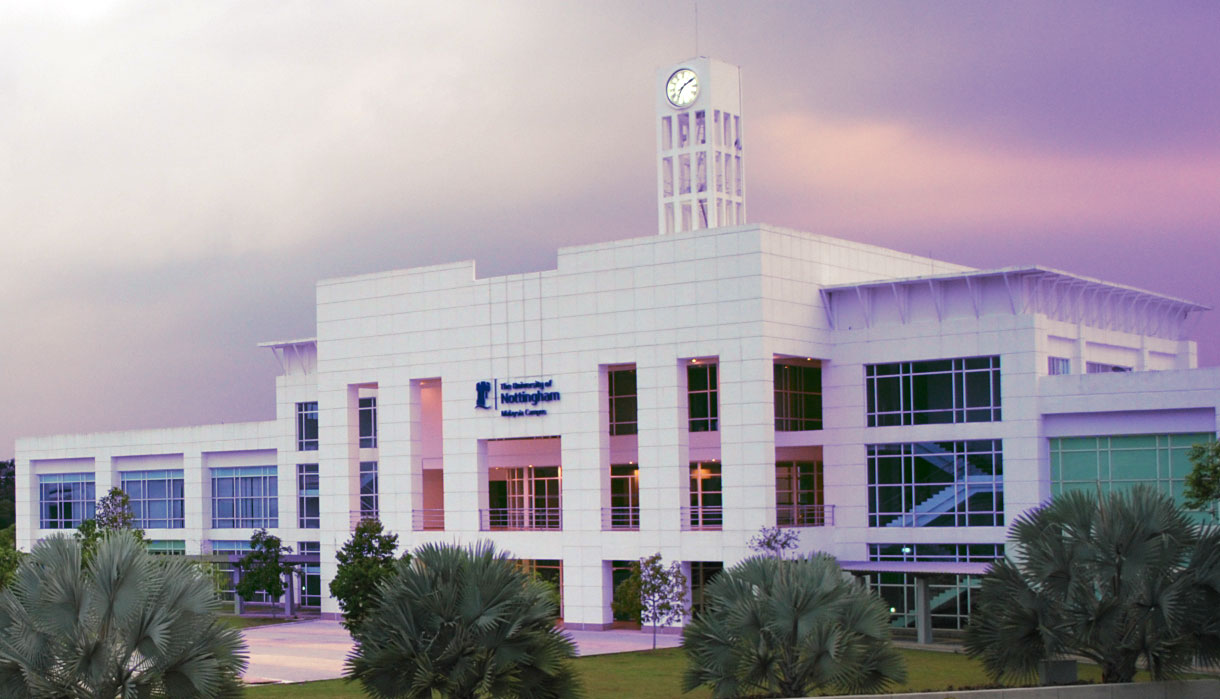
University of Nottingham Malaysia campus.

- Les Campus internationauxUniversity of Nottingham Malaysia campus. L’université a ouvert un campus dans la ville de Semenyih à proximité de Kuala Lumpur en Malaisie, ainsi qu’en Chine à Ningbo dans la province de Zhejiang.

## La faculté de médecine de Nottingham
L’université est aussi le siège de la plus importante faculté de médecine du Royaume-Uni et bénéficie de la proximité de l’hôpital QMC (Queen’s Medical Centre) qui forme le plus grand nombre de médecins en Europe. Devant la demande croissante, la faculté de médecine a ouvert une annexe dans la ville de Derby en 2003, ainsi que des écoles d’infirmières un peu partout dans la région des Midlands.

## Scientométrie
D’après la presse (The Telegraph) cette université figure parmi les dix meilleures universités du Royaume-Uni. Ce classement a d’ailleurs été confirmé par l’université Jiao-tong qui élabore le célèbre classement de Shanghai. Le Times. l’a élue « université de l'année » en 2006-7.

## Vie étudiante
En 2008, elle comptait plus de 33 000 étudiants inscrits (sont inclus dans ce chiffre 7 500 étudiants étrangers représentant plus d’une centaine de nationalités). Seulement 12 % des étudiants qui postulent pour intégrer cette université sont acceptés. L’université est présidée par le professeur Fujia Yang (chancellor) ainsi que par Sir Colin Campbell (vice-chancellor). Ce dernier ayant annoncé son départ à la retraite en septembre 2008, il a été remplacé par le professeur David Greenaway.

## Personnalités liées à l'université

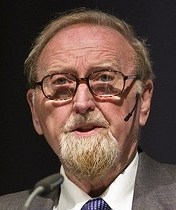
Clive Granger, prix Nobel d'économie, 2003.

- Clive W. J. Granger, professeur d'économie et prix Nobel d'économie (2003).
- Peter Mansfield, professeur de physique, prix Nobel de physiologie ou médecine (2003).
- Harriet Hawkins, professeure de géographie
- Nigel Sweeney, juge de la Cour suprême.
- Martyn Poliakoff, chimiste britannique.
- D. H. Lawrence, écrivain britannique.
- John Sawers, diplomate, homme politique.
- Keith Campbell, le principal responsable du clonage de la brebis Dolly en 1996 y est professeur de développement animal depuis 2006.
- Louis Essen, spécialiste de l'étalon de temps (seconde internationale).
- Michael O'Flaherty, chef du Centre des droits de l'homme dans l'université.
- Max Cooper, DJ et compositeur de musique électronique, a étudié la génétique à Nottingham.
- Harminder Dua, médecin indo-britannique, directeur de l'équipe ayant découvert en 2013 la Couche de Dua.
- Lola Young, chancelière depuis
- Magdalena Skipper, rédactrice en chef de Springer nature, a un doctorat en génétique.
- Meena Alexander (1951-2018), poétesse et écrivaine indienne.